# 仙台バプテスト神学校
仙台バプテスト神学校（せんだいバプテストしんがっこう）は、宮城県仙台市のバプテスト神学校。
保守バプテスト同盟の関連事業であるが、同盟諸教会専用の教育機関ではない。各教会は自治制のため、牧師の要請は役員会で決定する。

## 歴史
- 1963年4月 - 仙台市上杉にヨハネ・マクダニエルによって創設される。佐竹十喜雄が教師と舎監になる。
- 1965年 - 仙台市八木山に移転する。
- 1990年4月 - 仙台市青葉区愛子に新校舎を設立する。

## 主な教師
- 森谷正志（校長）